# Islam à Madagascar

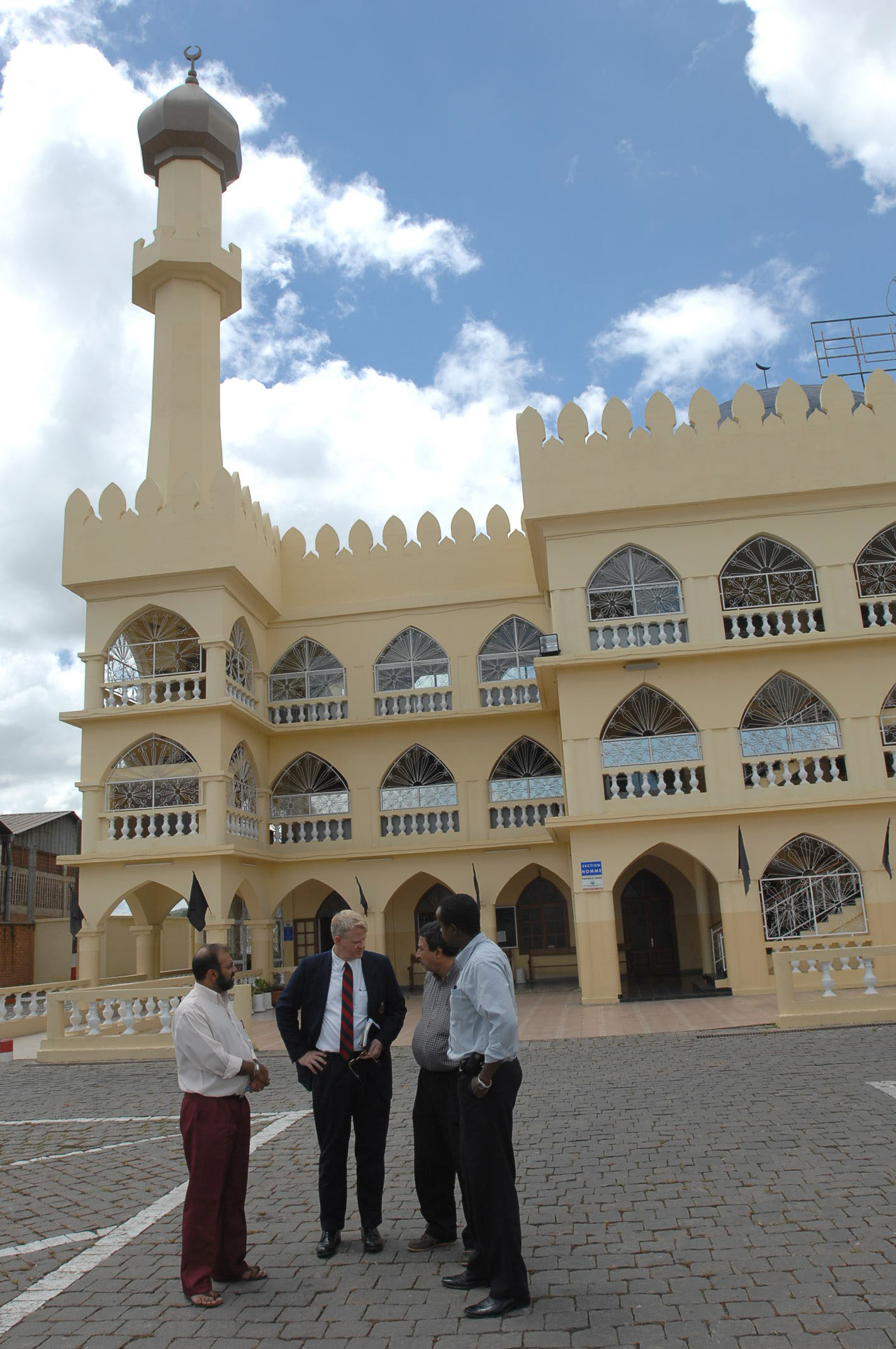
Une mosquée à Antananarivo.

L'islam est établi à Madagascar depuis le Moyen Âge. La proportion de musulmans dans la population est estimée entre 10 et 13 %.

## Histoire

### L'immigration arabe
D'après des traditions locales, les premiers musulmans qui s'installèrent à Madagascar étaient habitant de l'Arabie et de l'Abyssinie ils vinrent à la première période de l'Islam. Vers le Xe siècle ou le XIe siècle, les marchands d'ivoire arabes ou de Zanzibar voyageaient le long de la côte Est de l'Afrique des comptoirs sur la côte Ouest de Madagascar. Parmi ces comptoirs, la plus célèbre est celle de Zafiraminia, dont sont issues notamment les ethnies Antemoro et Antanosy. La dernière vague est celle des Antalaotra, qui venaient de d'Afrique de l'Est. Ils s'installèrent au Nord-Ouest de l'île, dans la région de Mahajanga, et c'est à partir de la que l'islam s'installe concrètement sur l'ile.

### L'héritage arabe

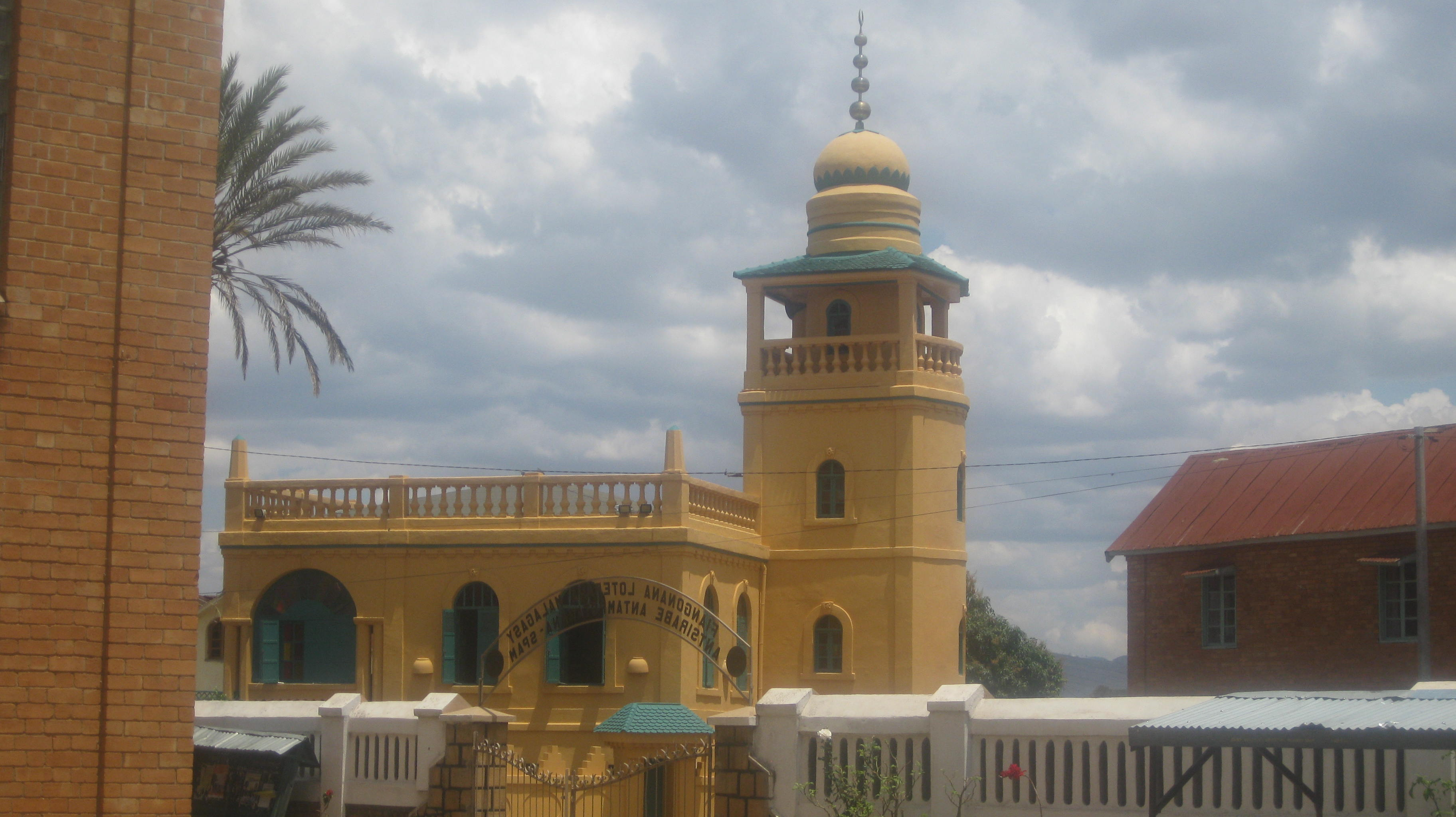
La mosquée d'Antsirabe.

Les immigrants arabes musulmans étaient en petit nombre comparé aux Indonésiens et aux Bantous, mais ils laissèrent une trace durable : les noms malgaches des saisons, des mois et des jours, la pratique de la circoncision, les pièces de monnaie, les silos communaux pour le grain, et différentes formes de salutation. Les magiciens arabes, appelés ombiasy , s'établirent dans les tribunaux de nombreux royaumes tribaux de Madagascar. Les arabes musulmans apportèrent à Madagascar le système de famille patriarcale. Il s'opposait au système matriarcal polynésien où le privilège de la propriété est réparti équitablement entre hommes et femmes. Les arabes sont aussi à l'origine du Sora-be, un alphabet basé sur l'alphabet arabe, qui a été utilisé pour transcrire le malgache et le dialecte Antaimoro. Les arabes furent aussi les premiers à identifier correctement les Malgaches en suggérant que l'île avait été colonisée par les Indonésiens.

## Colonisation et indépendance
À la suite de l'indépendance de Madagascar en 1960 après sa colonisation par la France, Madagascar se développa grâce à des liens forts avec le pouvoir communiste de l'Union soviétique, qui étouffa le développement de toute religion à Madagascar. Néanmoins, dans les années 1980, Madagascar prit ses distances avec l'Union soviétique et renoua des partenariats avec la France. C'est maintenant une république qui garantit la liberté de culte.